# Erichsens Gård
Erichsens Gård je roubená budova situovaná v Rønne na ostrově Bornholmu v Dánsku. Nyní je součástí Bornholmského muzea a je považována za nejlépe dochovaný venkovský dům Rønne. Skládá se z hlavní budovy, přístavby a zahrady.

## Historie

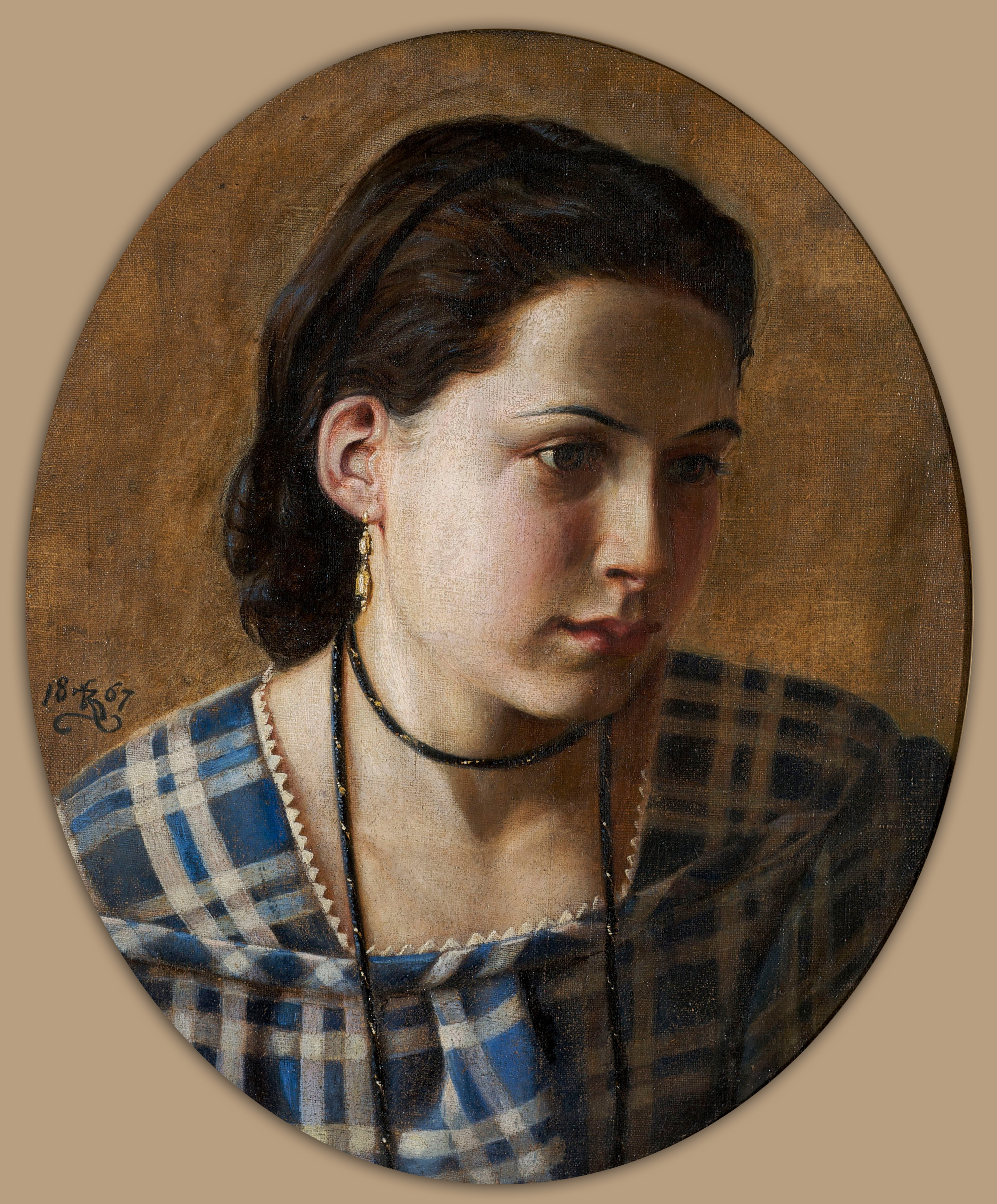
Vilhelmine Erichsenová podle obrazu Kristiana Zahrtmanna

Erichsens Gård, postavená v roce 1806 a později rozšířená v letech 1830 až 1840, zaujímá významné místo v historii této oblasti. V letech 1816 až 1837 v domě žil zeměměřič a architekt Henninga Pedersena, který navrhl budovy fary v Rønne a starou radnici na náměstí Store Torv.
Budova získala své jméno podle místního radního Thomase Erichsena (1806–1886), následujícího majitele, který se na Bornholm přestěhoval v roce 1832 a Erichsens Gård zakoupil v roce 1838. V tom samém roce se oženil s Michelle Kathrine Westhovou (1812–1890). Pár měl celkem 12 dětí, z nichž jedna, Vilhelmine Charlotte Erichsenová (1852–1935), se stala múzou a inspirací pro umělce Kristiana Zahrtmanna (1843–1917) a Holgera Drachmanna (1846–1908). Zahrtmann ji portrétoval ve čtrnácti letech, a tento obraz je dnes součástí sbírky Bornholmského muzea umění. V roce 1871 se Vilhelmine vdala za Holgera Drachmanna v kostele v Gentofte.

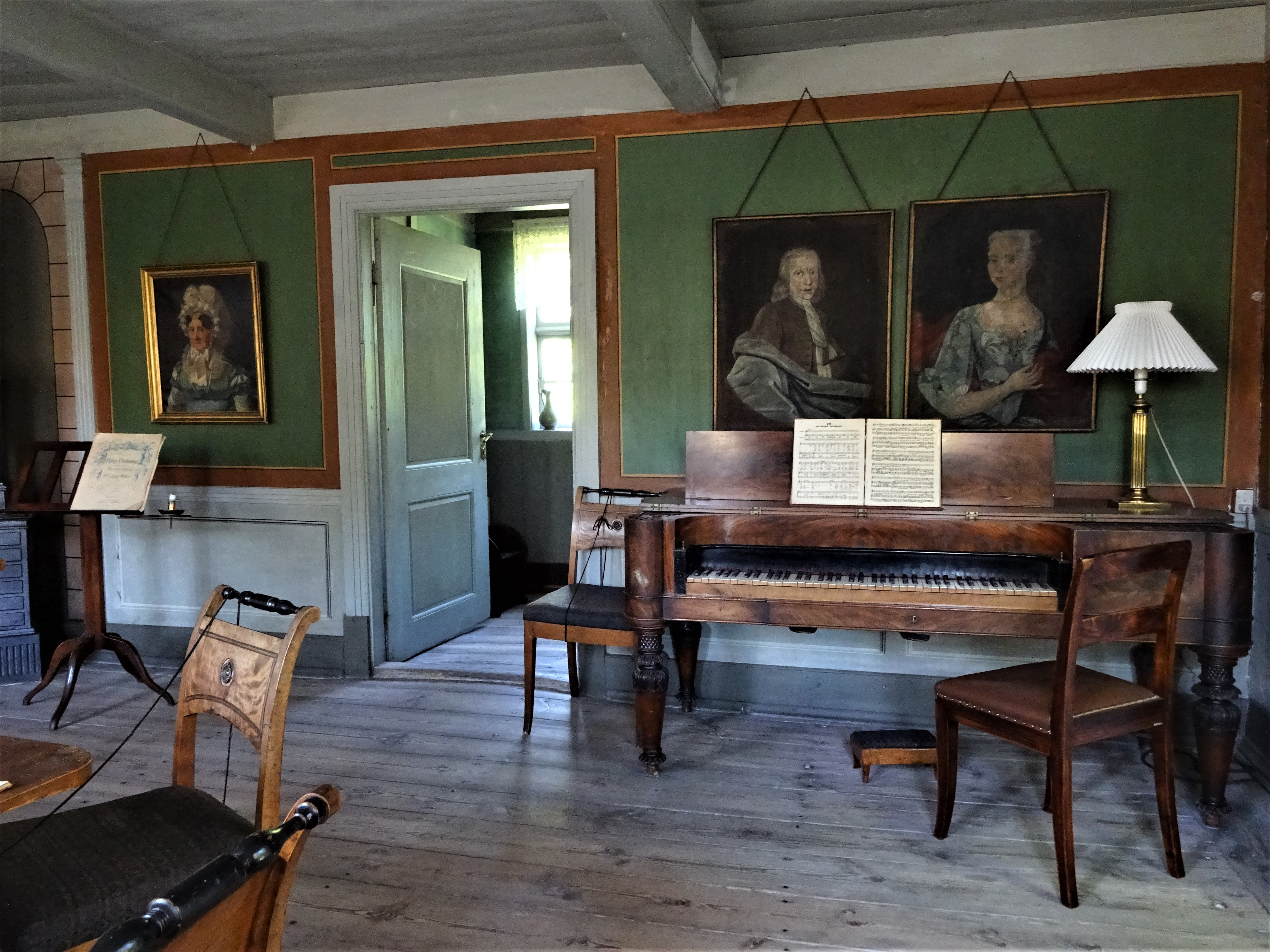
Salón

Erichsens Gård, nyní chráněný objekt od roku 1919, byl v roce 1950 prodán Bornholmskému muzeu Elenou Erichsenovou. Dnes stále uchovává mnoho uměleckých a historických pamětí spojených s Erichsenovými a slouží jako výstavní prostor s expozicí věnovanou této významné rodině. Návštěvníci mají možnost vidět dům, tak jak byl zařízen ve druhé polovině 19. století.